# Temple mormon de Laie
Le temple mormon de Laie est un temple de l’Église de Jésus-Christ des saints des derniers jours situé à Laie, dans l’État de Hawaï, aux États-Unis. Il a été inauguré le 27 novembre 1919.

## Architecture
L'architecture du temple mormon de Laie a été inspiré par celui du temple mormon de Cardston, bien que le premier a été terminé avant. Il s'agit de l'un des trois temples mormons sans flèche avec celui de Cardson et de Mesa.